# Leonardo Coimbra
Leonardo José Coimbra, conosciuto come Leonardo Coimbra (Lixa, 30 dicembre 1883 – Porto, 2 gennaio 1936), è stato un filosofo e politico portoghese.
Protagonista nei campi dell'educazione e della cultura portoghesi d'inizio Novecento, Leonardo Coimbra fu Ministro dell'Istruzione Pubblica nei Governi di Domingos Leite Pereira e di António Maria da Silva, nonché fondatore della Facoltà di Lettere dell'Università di Porto e cofondatore del movimento culturale della Renascença Portuguesa.

## Biografia
Nato nel Nord del Portogallo, frequentò le scuole superiori a Penafiel e studiò presso diverse università portoghesi, prima a Coimbra, poi a Porto, per infine laurearsi al Curso Superior de Letras (attuale Facoltà di Lettere dell'Università di Lisbona), nel 1910.
Fu docente ed ebbe ruoli di responsabilità in vari licei e istituti portoghesi d'istruzione e cultura, tra cui l'Università di Porto, dove fondò la Facoltà di Lettere nel 1919 e fu professore di Filosofia dal 1919 al 1931.
Nel 1912, fu tra i fondatori del movimento culturale della Renascença Portuguesa, di cui è considerato una delle due principali figure di riferimento filosofico, assieme al poeta e pensatore Teixeira de Pascoaes. In questo contesto, rivestì anche il ruolo di direttore della rivista A Águia, organo ufficiale del movimento.
Nel 1913, aderì alla Massoneria e al Partito Repubblicano Portoghese, dal quale successivamente si dissociò. Fu, nel 1921, tra i collaboratori-fondatori della rivista teosofica "Isis" [cfr., in rete, il primo numero, consultabile per intero, nel sito della "Casa Fernando Pessoa"] , diretta da Joao Antunes (tra gli esoterici lusitani della cerchia di Fernando Pessoa).  Nel 1935, poche settimane prima di morire, si convertì al Cattolicesimo.
Nel contesto della Prima Repubblica Portoghese, fu deputato e, per ben due volte, Ministro dell'Istruzione Pubblica (attuale Ministro dell'Educazione): la prima, nel 1919, durante il governo di Domingos Leite Pereira; la seconda, tra il 1922 e il 1923, nel governo di António Maria da Silva.
Morì nel 1936, in seguito ai postumi di un incidente stradale.

## Pensiero
Il sistema filosofico di Leonardo Coimbra fu da questi definito Creazionismo nella sua opera più importante, pubblicata nel 1912, intitolata appunto O Criacionismo: esboço de um sistema filosófico (Il Creazionismo: abbozzo di un sistema filosofico).
Si tratta di un sistema di stampo idealista, dialettico, che si configura come una Filosofia della Libertà e che riconosce infinite possibilità creatrici al pensiero umano. La stessa materia, per Coimbra, non è il fondamento del pensiero, bensì un suo prodotto.
Tale pensiero creatore, secondo Coimbra, compie una liberazione da ogni determinismo, sia naturale, sia sociale, attraverso un processo dialettico ascensionale che, partendo dall'elaborazione delle nozioni della scienza - la quale è «lo spirito dell'epoca moderna» - si eleva oltre esse fino a costituire una realtà ultima e irriducibile, che l'autore chiama «persona morale».
In questo sistema, dove si ritrovano passaggi criticamente ispirati alla monadologia di Leibniz, Dio è la Luce che illumina l'azione creatrice dell'essere umano, attraverso la quale questi ascende. Dio è l'Amore che unifica, mentre ogni coscienza individuale è considerata come un'entità elementare che attraverso questo amore è attratta dalla «grande Unità» universale. Questa non è un'armonia prestabilita, perché lo stesso universo è secondo Coimbra creato dall'essere umano, per mezzo di questa divina attrazione e attraverso il processo dialettico-creazionista che è proprio degli umani.
L'attrazione per l'Unità è secondo Coimbra la Saudade, desiderio nostalgico e amoroso che sempre accompagna l'essere che si trova degradato e corrotto dalla scissione e dalla molteplicità. Tale approccio saudosista fu comune a diversi pensatori della Renascença Portuguesa, in particolar modo a Teixeira de Pascoaes.
L'impatto del pensiero di Leonardo Coimbra fu fondamentale per la genesi del Movimento della Filosofia Portoghese, fondato negli Anni 1940 da due suoi discepoli, Álvaro Ribeiro e José Marinho.

## Opere principali
- O Criacionismo: esboço de um sistema filosófico (1912)
- A Alegria, a Dor e a Graça (1916)
- O Criacionismo: síntese filosófica (1958)